# Клаудије Друз
Клаудије Друз (око 16 − 20) је био најстарији син Клаудија, будућег римског цара. 

## Биографија
Клаудије Друз је био најстарији Клаудијев син. Његова мајка била је прва Клаудијева жена Плауција Ургуланила. Клаудије Друз је имао старију сестру које се Клаудије одрекао заједно са Плауцијом. Клаудије је био верен са ћерком префекта Сејана. Клаудије је умро у четири године. Играјући се са крушком, бацио ју је високо у ваздух и ухватио је устима, али се тако удавио. Умро је од гушења. Сејан је оптужен за убиство Клаудија Друза. 